# Applause Awards
Les Applause Awards sont des récompenses décernées tous les deux ans aux parcs de loisirs par l'International Association of Amusement Parks and Attractions (IAAPA), destinées à honorer les complexes dont la gestion, les opérations et les réalisations créatives ont inspiré l'industrie du loisir.
Le trophée en bronze qui représente deux mains applaudissant est l'œuvre de la sculptrice suédoise Astri Taube.

## Lauréats
- 1980 : Magic Kingdom ( États-Unis)[2]
- 1982 : Opryland USA ( États-Unis)
- 1986 : Epcot ( États-Unis)[2]
- 1988 : Knott's Berry Farm ( États-Unis)
- 1990 : Europa-Park ( Allemagne)
- 1992 : Efteling ( Pays-Bas)
- 1994 : Universal Studios Florida ( États-Unis)[2]
- 1996 : Cedar Point ( États-Unis)
- 1998 : Silver Dollar City ( États-Unis)
- 2000 : Hersheypark ( États-Unis)
- 2002 : Busch Gardens Williamsburg ( États-Unis)
- 2004 : Holiday World ( États-Unis)
- 2006 : Universal's Islands of Adventure ( États-Unis)[2]
- 2008 : Xetulul ( Guatemala)
- 2010 : Dollywood ( États-Unis)
- 2012 : Ocean Park Hong Kong ( Hong Kong)
- 2014 : Puy du Fou ( France)
- 2016 : Busch Gardens Tampa ( États-Unis)
- 2018 : Xcaret Eco Park ( Mexique)
- 2022 : Tokyo DisneySea ( Japon)[3]
- 2024 : Siam Park ( Espagne)[4]
- 2025 : Universal Studios Japan ( Japon)[5]